# 6529-es mellékút (Magyarország)
A 6529-es számú mellékút egy alig másfél kilométer hosszú, ennek ellenére négy számjegyű országos közútnak minősülő mellékút Tolna vármegye déli szélén. Lényegében a Bonyhádhoz tartozó Majos település egyik belső útjának tekinthető, de az utolsó méterein egy szomszédos, Baranya vármegyei település területét is érinti.

## Nyomvonala
A 6534-es útból ágazik ki, annak 3+200-as kilométerszelvénye táján, Majos lakott területének délkeleti szélén. Észak felé tér ki az előbbi útból, de alig néhány lépésnyi távolság után rögtön nyugat felé indul, I. utca néven. Mintegy 550 méter után egy elágazáshoz ér: észak felé innen a 6538-as út ágazik ki, Aparhant és Kurd felé, a 6529-es út pedig dél felé folytatódik. Hamarosan délnyugati irányt vesz, és nem sokkal a másfeledik kilométerének elérése előtt átlépi a megyehatárt és a Baranya vármegyéhez tartozó Hidas területére ér. Ott torkollik vissza a 6534-es útba, nagyjából annak 4+300-as kilométerszelvényénél.
Teljes hossza, az országos közutak térképes nyilvántartását szolgáló kira.gov.hu adatbázisa szerint 1,544 kilométer.

## Története
1934-ben a kereskedelem- és közlekedésügyi miniszter 70 846/1934. számú rendelete másodrendű főúttá nyilvánította, a Bátaszék-Bonyhád-Dombóvár közti 63-as főút részeként.